# Johannes Manthey
Johannes „Hans“ Manthey (* 8. März 1914 in Duisburg; † unbekannt) war Fußballspieler in West- und Ostdeutschland sowie Fußballtrainer in der Sowjetischen Besatzungszone und in der DDR.

## Fußball-Laufbahn

### Spieler
Manthey feierte seine größten Erfolge sowohl als Spieler wie auch als Trainer in Dessau. Seine ersten Spiele im Männerbereich bestritt er als 17-Jähriger beim Meidericher SV in der Bezirksklasse Niederrhein. Zur Saison 1932/33 wechselte er für drei Spielzeiten zum Bezirksligisten Westende Hamborn. 1936 verließ der inzwischen 22-jährige Manthey den Niederrhein und schloss sich dem SV Dessau 05 an, der in der Gauliga Mitte spielte, eine der zu dieser Zeit 16 höchsten Spielklassen. Mit den Dessauern wurde er unter der Trainingsleitung von Ex-Nationalspieler Karl Höger sechsmal Gaumeister und nahm ebenso oft an den Endrunden zur deutschen Meisterschaft teil. Von den 22 Endrundenspielen des SV 05, der nie über die erste Runde hinauskam, bestritt Manthey 17 Begegnungen, in denen er sich als ständiger Mittelfeldspieler etablierte. Sein letztes Endrundenspiel für Dessau 05 bestritt er am 16. April 1944 beim Heimspiel gegen Holstein Kiel (2:3 n. V.).
Nach dem Ende des Zweiten Weltkrieges wurde der SV Dessau 05 im Jahr 1945 aufgelöst und durch die SG Dessau Nord ersetzt, in der auch Manthey bis zum Sommer 1947 spielte. Anschließend wechselte er jeweils für ein halbes Jahr zwischen Werder Bremen und Dessau Nord. Karl Höger, sein vormaliger Trainer in Dessau, hatte Manthey nach Bremen geholt, wo der Mittelfeldspieler zwölf Spiele in der Fußball-Oberliga Nord absolvierte. Ab Oktober 1948 ließ sich Manthey, inzwischen 34 Jahre alt, längerfristig in Dessau nieder. Er wurde Spielertrainer, zunächst wieder bei der SG Nord, aus der 1949 die BSG Waggonbau Dessau wurde. Die BSG gehörte zu den Gründungsgemeinschaften der Oberliga, die 1949 in der Sowjetischen Besatzungszone (später DDR) als höchste Fußballklasse eingeführt wurde. Unter Mantheys Leitung erreichte Dessau in der ersten Oberligasaison Platz drei und wurde am 28. August 1949 nach einem 1:0-Sieg über Gera Süd erster FDGB-Pokalsieger. Manthey blieb bis zum Ende der Saison 1950/51 Oberligaspieler in Dessau und kam so auf 46 von 60 möglichen Oberligaeinsätzen, in denen er neun Tore erzielte. Manthey war auch mehrfacher Auswahlspieler in der Gauauswahl Mitte, der Sachsen-Anhalt-Auswahl (4 Spiele) und der Ostzonenauswahl (2).

### Trainer
Zu Saisonbeginn 1951/52 verpflichtete der Zweitligist BSG Stahl Magdeburg, kurz darauf in BSG Motor Mitte umbenannt, Manthey als Trainer. Dort blieb er bis zum Ende der Saison 1954/55, schaffte aber den erwarteten Aufstieg in die Oberliga nicht. Er wurde daraufhin für 17 Monate von Heinz Joerk abgelöst, kehrte jedoch am 30. September 1956, nachdem sich die BSG Motor Mitte in akuter Abstiegsgefahr befand, wieder dorthin zurück. Er brachte die Magdeburger noch auf Platz drei und erlebte 1957 noch die Eingliederung seiner Mannschaft in den SC Aufbau Magdeburg mit. Nach einem schlechten Start in die DDR-Liga-Saison 1958 wurde Manthey nach dem 8. Spieltag am 27. April 1958 entlassen. Anschließend trainierte er nur noch unterklassige Mannschaften wie TuS 1860 Magdeburg-Neustadt und Chemie Rodleben.